# Coleophora debilella
Coleophora debilella é uma espécie de mariposa do gênero Coleophora pertencente à família Coleophoridae.